# Cudalbi (gmina)
Cudalbi – gmina w Rumunii, w okręgu Gałacz. Obejmuje tylko jedną miejscowość Cudalbi. W 2011 roku liczyła 6319 mieszkańców. 